# یواس‌اس ووتوگا (ای‌اوجی-۲۲)
یواس‌اس ووتوگا (ای‌اوجی-۲۲) (به انگلیسی: USS Wautauga (AOG-22)) یک کشتی بود که طول آن ۲۲۰ فوت ۶ اینچ (۶۷٫۲۱ متر) بود. این کشتی در سال ۱۹۴۴ ساخته شد.